# Tory Belleci

Salvatore Paul "Tory" Belleci, né le 30 octobre 1970 à Monterey situé dans l'État de la Californie aux États-Unis, était l'un des animateurs de l'émission américaine MythBusters diffusée sur la chaine Discovery Channel.
Il a tout d'abord travaillé dans les coulisses de l'émission, avant d'atteindre le statut de coanimateur au sein du "Build team" (aux côtés de Kari Byron et de Grant Imahara, successeur de Scottie Chapman). Le 22 août 2014 est annoncé que Tory ainsi que Kari et Grant quittaient l'émission .
En 2016, il anime l'émission White Rabbit Project accompagné de Kari Byron et Grant Imahara , émission originale Netflix. Le trio compare et note diverses technologies et prouesses humaines.
En 2021, aux côtés de Richard Hammond, il anime l'émission  The Great Escapists (Les Naufragés), téléréalité en une seule saison de 6 épisodes de 47min chacun. C'est une création originale Amazon Prime.Les deux comparses cherchent à quitter l'île où ils se sont échoués avec leur bateau.